# Leadore
Leadore és una població dels Estats Units a l'estat d'Idaho. Segons el cens del 2000 tenia 90 habitants.

## Demografia
Segons el cens del 2000, Leadore tenia 90 habitants, 43 habitatges, i 20 famílies. La densitat de població era de 105,3 habitants/km².
Dels 43 habitatges en un 23,3% hi vivien nens de menys de 18 anys, en un 41,9% hi vivien parelles casades, en un 2,3% dones solteres, i en un 51,2% no eren unitats familiars. En el 46,5% dels habitatges hi vivien persones soles el 20,9% de les quals corresponia a persones de 65 anys o més que vivien soles. El nombre mitjà de persones vivint en cada habitatge era de 2,09 i el nombre mitjà de persones que vivien en cada família era de 3,1.
Per edats la població es repartia de la següent manera: un 24,4% tenia menys de 18 anys, un 1,1% entre 18 i 24, un 24,4% entre 25 i 44, un 28,9% de 45 a 60 i un 21,1% 65 anys o més.
L'edat mediana era de 46 anys. Per cada 100 dones de 18 o més anys hi havia 100 homes.
La renda mediana per habitatge era d'11.786 $ i la renda mediana per família de 13.750 $. Els homes tenien una renda mediana de 32.188 $ mentre que les dones 16.250 $. La renda per capita de la població era de 9.452 $. Aproximadament el 47,6% de les famílies i el 44,8% de la població estaven per davall del llindar de pobresa.

## Poblacions més properes
El següent diagrama mostra les poblacions més properes.